# Axymene aucklandicus
Xymene aucklandicus är en snäckart som först beskrevs av E.A. Smith 1902.  Xymene aucklandicus ingår i släktet Xymene och familjen purpursnäckor. Inga underarter finns listade i Catalogue of Life.